# 小行星7361
小行星7361（7361 Endres）是一颗绕太阳运转的小行星，为主小行星带小行星。该小行星于1996年2月16日发现。

## 轨道参数
小行星7361的轨道半长轴为2.6726484 UA，离心率为0.086。